# Saurita nigripalpia
Saurita nigripalpia là một loài bướm đêm thuộc phân họ Arctiinae. Loài này được George Hampson mô tả năm 1898. Loài này có ở México và Costa Rica.